# Ecnomus helakanda
Ecnomus helakanda är en nattsländeart som beskrevs av Schmid 1958. Ecnomus helakanda ingår i släktet Ecnomus och familjen trattnattsländor. Inga underarter finns listade i Catalogue of Life.